# Lavoslav Hartman
Lavoslav Hartman (Oradea, 16. lipnja 1812.−Zagreb, 13. lipnja 1881.) je bio hrvatski knjižar, tiskar, nakladnik, urednik i autor iz zajednice Židova.

## Životopis
Rodio se je u rumunjskom gradu Oradei, onda u Kraljevini Ugarskoj u Habsburškoj Monarhiji. U rodnom je gradu radio kao učitelj u židovskoj školi. Ondje je drugovao s braćom Schwarz, koji su mu poslije bili poslovni partneri. Došao je u Zagreb kad je mjesna židovska zajednica bila u razmiricama zbog odvajanja male i bučne zajednice ortodoksnih židova. Kad je došao u Zagreb, smjesta se dao u konsolidiranje mjesne židovske zajednice. Bio je ravnatelj škole. 
U Ilici 30 vodio je knjižaru, koji je 1. siječnja 1856. radnju otkupio od samog Ljudevita Gaja, odnosno od Romleitnera koji se parničio s Gajem. Neprodane knjige koje su preostale Gaju, Hartman je otkupio od njega. Pomoćnik Hartmanu bio je Stjepan Kugli, koji je 1881. godine zajedno s drugim Hartmanovim pomoćnikom Albertom Deutschom preuzeo Hartmanovu tiskaru i knjižaru, kojima ju je prodao 31. svibnja 1881. pred smrt. Knjižaru od 1902. vodi sam Kugli. 
Hartmanova radnja službeno se zvala Knjigarna Lavoslava Hartmana.
Bio je najveći i najznačajniji izdavač hrvatske dječje knjige. Knjige koje je tiskao bile su za ono doba izvrsno grafički opremljene. 
Hartman je objavljivao poznate hrvatske časopise Dom i sviet, skladbe hrvatskog gitarista Ivana Padovca (prema Kuhaču, možda "prvog i jedinog hrvatskog gitarskog virtuoza"), prvi hrvatski dječji časopis Bosiljak koji je kupio od Ivana Filipovića, prvu dječju slikovnicu na hrvatskom jeziku 1863., 1862. je izdao prirodoslovne knjige Vjenceslava Zaboja Mařika koje su bile za mladeži i puk, Narodne novine, učila, muzikalije, slike, veliki njemačko-hrvatski rječnik i drugo.
Od Dragutina Bokana kupio je tiskaru 1869. koju je vodio zajedno s Vilimom Schwarzom i Ignjatom Granitzem. Tiskara je djelovala pod imenom Štamparna Leopolda Hartmana i druga.
Bio je poduzetna duha, pa je 1875. predosjetio kad će biti povoljni trenutak za upustiti se u nakladništvo školskih knjiga, a to je bilo kad je carsko kraljevsko ministarstvo za bogoštovlje i nastavu ukinulo monopol na tiskanje udžbenika i školskih knjiga u Beču, pa je tako svaki privatnik kojem je c.k. ministarstvo odobrilo, mogao tiskati knjigu koje će biti uvedena u škole, pa je tako bio prvi hrvatski tiskar pučkoškolskih knjiga.
1878. je isposlovao pravo za trgovati papirom na veliko, čime je spojio okomito spojio sve grane u proizvodnji i prodaji knjige: nabavu papira, tisak, nakladu i prodaju knjiga.
Bio se teško razbolio i 1881. umro. Na pogrebu su se skupili svi pripadnici židovske općine, ali i mnogo kršćana.
Nekrologe su objavili tri najvažnija zagrebačka dnevna lista: Narodne novine, Obzor i Agramer Zeitung, govoreći sve najljepše o njemu, njegovom radu i doprinosu hrvatskoj kulturi.